# Наёро (станция)
Станция Наёро (яп. 名寄駅 наёро эки) — железнодорожная станция в японском городе Наёро, обслуживаемая компанией JR Hokkaido. Поезда «Соя» и «Саробэцу» останавливается на этой станции.

## История
Станция Наёро была открыта 3 сентября 1903 года. С приватизацией JNR она перешла под контроль JR Hokkaido. В 1989 году главная линия Наёро между Наёро и Энгару была закрыта.

## Линии
- JR Hokkaido
  - Главная линия Соя